# Wolfram Müller

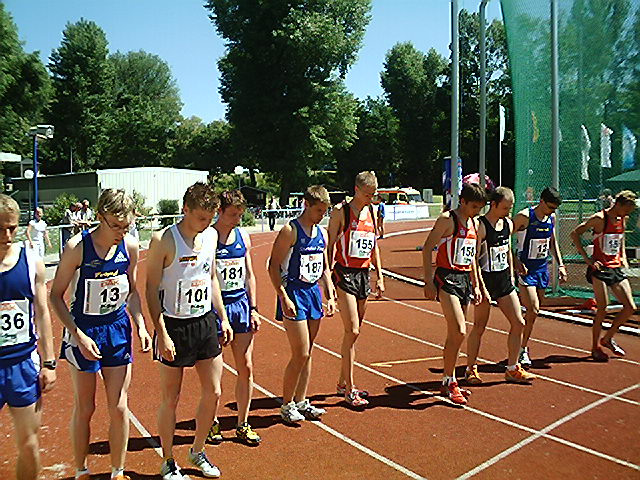
Wolfram Müller (5. v. r.) beim Start der 1500 Meter der Sächsischen Landesmeisterschaften 2006 in Borna

Wolfram Müller (* 8. Juli 1981 in Pirna) ist ein deutscher Leichtathlet, der seit Ende der 1990er Jahre als Mittel- und Langstreckenläufer erfolgreich ist. Er gewann unter anderem die Goldmedaille im 5000-Meter-Lauf bei den Junioreneuropameisterschaften 1999 sowie die Silbermedaille im 1500-Meter-Lauf bei den Juniorenweltmeisterschaften 2000.

## Allgemeines
Wolfram Müller besuchte das Johann-Gottfried-Herder-Gymnasium in Pirna.
Müller gilt als ein sehr vielseitiger Läufer, der von 800 bis 10.000 Meter Spitzenleistungen erbringen kann. Er bevorzugt die 1500-Meter-Strecke.
Seine sportliche Laufbahn begann beim LSV Pirna (später in der LG Asics Pirna aufgegangen). Er trainierte bei Klaus Müller, bis es mit ihm im Jahr 2002 zum Zerwürfnis kam. Fortan trainierte Wolfram Müller unter Isabelle Baumann – später unter Dieter Baumann – beim LAV Tübingen. Aufgrund von Meinungsverschiedenheiten trennte er sich Mitte 2005 von Baumann, wechselte zurück zu Klaus Müller und startet seit Jahresbeginn 2006 wieder für die LG Asics Pirna. Seit dem 1. Januar 2010 startet Wolfram Müller für den Erfurter LAC und wird von Enrico Aßmus trainiert.
- 1992–2002 LSV Pirna, Trainer Klaus Müller
- 2003–2005 LAV Asics Tübingen, Trainer Isabelle und Dieter Baumann
- 2006–2009 LG Asics Pirna, Trainer Klaus Müller
- seit0 2010 Erfurter LAC, Trainer Enrico Aßmus

Er ist 1,90 m groß, bei einem Wettkampfgewicht von 68 kg. Seit Herbst 2008 ist Wolfram Müller verheiratet und erwartet im Frühjahr sein zweites Kind.
Im Oktober 2010 zog sich der angehende Polizeimeister bei den Polizeieuropameisterschaften im Ukrainischen Donezk einen schweren Achillessehnenriss zu.
Fast zwei Jahre nach seinem letzten Wettkampf und dem Achillessehnenriss gab er am 10. Februar 2012 im thüringischen Ohrdruf sein erfolgreiches Comeback mit dem zweiten Platz bei den Deutschen Crossmeisterschaften.
Für die Zukunft plant er auf die Langstrecke zu gehen und die 10.000 Meter zu laufen.

## Erfolge
Sein erster großer Erfolg war der Sieg bei den U20-Europameisterschaften 1999 über 5000 Meter (14:05,98 min).
Im darauf folgenden Jahr lief er auf den zweiten Platz bei den Juniorenweltmeisterschaften über 1500 Meter (3:39,37 min). Er war mit diesem Erfolg der erste Deutsche, der bei Juniorenweltmeisterschaften eine Medaille in einer Laufdisziplin gewann. Im selben Jahr gewann er auch bei den Junioren den Titel des Europameisters im Crosslauf. Bei den Deutschen Jugendmeisterschaften im Juli desselben Jahres gewann er über 1500, 3000 und 5000 Meter. In seiner Jugend und Juniorenzeit wurde er mehr als 10-mal Deutscher Meister.
Wolfram Müller hält die aktuellen deutschen Jugendrekorde über 3000 Meter (7:52,46 min) sowie die deutsche Jugend-Hallenbestleistung über 1500 Meter (3:44,97 min) und die U23-Hallenbestleistung über 3000 Meter (7:47,39 min). Weiterhin ist er Inhaber der 7,5-Kilometer-Straßenlaufbestleistung der B-Jugend (22:56 min.)
Im Jahr 2001 wurde Müller bei den U23-Europameisterschaften Sieger des 1500-Meter-Finales. Im selben Jahr nahm er auch an den Weltmeisterschaften in Edmonton über diese Strecke teil.
- 1999 Junioreneuropameister 5000 m
- 2000 Deutscher Hallenvizemeister 1500 m
- 2000 Deutscher Vizemeister über 1500 m
- 2000 Juniorenvizeweltmeister 1500 m
- 2000 Deutscher Crossvizemeister Mittelstrecke
- 2000 Juniorencrosseuropameister
- 2001 Deutscher Hallenvizemeister 800 m
- 2001 Deutscher Meister über 1500 m
- 2001 U23 Europameister über 1500 m
- 2001 Teilnahme Weltmeisterschaften über 1500 m
- 2003 Deutscher Hallenmeister über 1500 m
- 2003 6. Platz Militärweltmeisterschaften Cross
- 2004 Europacupsieger über 3000 m
- 2004 Deutscher Meister über 1500 m
- 2004 Deutscher Vizemeister über 5000 m
- 2004 Teilnahme Olympische Spiele über 1500 m
- 2005 Deutscher Hallenmeister über 1500 m
- 2005 7. Platz Halleneuropameisterschaften über 1500 m
- 2007 Deutscher Hallenmeister über 1500 m
- 2007 Deutscher Crossmeister Mittelstrecke 3,8 km
- 2007 3. Platz Deutsche Meisterschaften über 1500 m
- 2008 Deutscher Vizemeister über 1500 m
- 2009 Deutscher Hallenmeister über 1500 m
- 2009 4. Platz Halleneuropameisterschaften über 1500 m
- 2009 Deutscher Crossmeister Mittelstrecke 3,1 km
- 2010 Deutscher Hallenmeister über 1500 m
- 2010 Deutscher Crossvizemeister Mittelstrecke 3,4 km
- 2010 Deutscher Crossvizemeister Mannschaft Mittelstrecke (Müller, Großheim, Schöfisch)
- 2012 Deutscher Crossvizemeister Mittelstrecke 4,1 km

## Persönliche Bestleistungen
| Disziplin          | Leistung     | Datum             | Ort           |
| ------------------ | ------------ | ----------------- | ------------- |
| 800 Meter          | 1:45,14 min  | 28. August 2001   | Leverkusen    |
| 800 Meter (Halle)  | 1:47,01 min  | 4. Februar 2001   | Stuttgart     |
| 1000 Meter         | 2:18,57 min  | 1. September 2004 | Sondershausen |
| 1000 Meter (Halle) | 2:19,41 min  | 16. Februar 2001  | Halle (Saale) |
| 1500 Meter         | 3:35,50 min  | 3. Juni 2003      | Mailand       |
| 1500 Meter (Halle) | 3:38,21 min  | 27. Januar 2002   | Dortmund      |
| 3000 Meter         | 7:45,05 min  | 30. Mai 2003      | Dessau        |
| 3000 Meter (Halle) | 7:47,39 min  | 25. Januar 2002   | Karlsruhe     |
| 5000 Meter         | 13:41,76 min | 9. Mai 2001       | Koblenz       |
| 10 km Straßenlauf  | 29:15 min    | 3. April 2010     | Paderborn     |

## Leistungsentwicklung
| Jahr | 800 Meter (in min) | 1000 Meter (in min) | 1500 Meter (in min)   | 3000 Meter (in min) | 5000 Meter (in min) |
| ---- | ------------------ | ------------------- | --------------------- | ------------------- | ------------------- |
| 1999 | 1:49,91            | -                   | 3:41,83               | -                   | 14:00,53            |
| 2000 | 1:47,17            | -                   | 3:39,09               | 7:52,46             | 13:51,49            |
| 2001 | 1:45,14            | 2:19,29             | 3:37,61               | 7:45,41             | 13:41,76            |
| 2002 | -                  | 2:19,90 (H)         | 3:38,21 (H)           | 7:47,39 (H)         | -                   |
| 2003 | -                  | -                   | 3:35,50               | 7:45,05             | -                   |
| 2004 | -                  | 2:18,57             | 3:36,17               | 7:53,54             | 13:57,51            |
| 2005 | 1:47,58 (H)        | 2:20,82             | 3:41,89 / 3:39,47 (H) | -                   | -                   |
| 2006 | 1:51,10            | -                   | 3:42,55               | -                   | -                   |
| 2007 | 1:48,00            | 2:20,73             | 3:37,85               | -                   | -                   |
| 2008 | -                  | 2:19,83             | 3:38,57               | -                   | -                   |
| 2009 | 1:50,15 (H)        | -                   | 3:38,80 (H)           | -                   | -                   |